# The Last of Us: Left Behind
The Last of Us: Left Behind (укр. Останні з нас: Залишені позаду) — пригодницька гра 2014 року, розроблена компанією Naughty Dog та видана Sony Computer Entertainment. Це завантажуване доповнення до гри The Last of Us 2013 року. Дія гри розгортається у постапокаліптичному світі, перемикаючись між двома історіями: перша, що відбувається за три тижні до подій The Last of Us, розповідає про Еллі, яка проводить час зі своєю найкращою подругою Райлі у покинутому торговому центрі в Бостоні; друга відбувається між осінньою та зимовою частинами The Last of Us і зосереджується на спробах Еллі розшукати у покинутому торговому центрі в Колорадо медикаменти, щоб вилікувати Джоела, водночас розправляючись з ворогами.
Гра ведеться від третьої особи; гравці використовують вогнепальну зброю, підручні засоби та хитрощі для захисту від ворожих людей та зомбі-подібних істот, інфікованих мутованим штамом гриба кордицепс. Гравці можуть використовувати «Режим прослуховування», щоб знаходити ворогів завдяки посиленому слуху та просторовій орієнтації. У грі також є система крафтингу, що дозволяє гравцям модифікувати зброю за допомогою покращень. Left Behind вийшла у світ 14 лютого 2014 року для PlayStation 3; пізніше вона була включена в комплект з The Last of Us Remastered, оновленою версією гри, випущеною для PlayStation 4 29 липня 2014 року, а потім випущена як окреме доповнення для обох консолей 12 травня 2015 року. Доповнення увійшло до The Last of Us Part I, ремейку гри, випущеного на PlayStation 5 у вересні 2022 року та Windows у березні 2023 року.
The Last of Us: Left Behind був дуже очікуваним через дуже позитивне визнання критиками The Last Of Us. Вона отримала загалом схвальні відгуки критиків, з особливою похвалою за сюжет, характери та зображення жіночих і ЛГБТ-персонажів (включно з поцілунком між Еллі та Райлі, який критики вважають «проривним моментом» у відеоіграх), хоча деякі критичні зауваження стосувалися боїв наприкінці гри, які дехто вважав «неприродніми» і «вимушеними». Як і основна гра, вона отримала кілька нагород і номінацій. Історія Left Behind була адаптована в сьомому епізоді телесеріалу Останні з нас у лютому 2023 року.

## Ігровий процес
Ігровий процес доповнення схожий на основний геймплей The Last of Us. Це пригодницька гра, яка використовує перспективу від третьої особи. У грі присутні перестрілки, ближній бій і система укриття. Гравці керують Еллі. Додатковою особливістю в бою є можливість зосередити увагу заражених на ворогах-людях, кидаючи в них предмети, щоб відволікти їх. Це призводить до зменшення кількості ворогів, з якими доведеться зіткнутися, що дає гравцям тактичну перевагу. У розділі флешбеку гравці зустрічаються з локаціями та активностями навколо торгового центру, такими як карусель, фотокабінка, відеоаркада, магазин масок та водяні пістолети. Усі ці локації та активності мають певний рівень інтерактивності, що дозволяє гравцям використовувати їх по-різному; наприклад, фотокабінка дозволяє гравцям обирати різні пози для фотографування, а використання водяних пістолетів спонукає гравців пострілятись з Райлі.

## Сюжет
Після того, як Джоел потрапив у засідку і був важко поранений, Еллі шукає в покинутому торговому центрі в Колорадо медикаменти, щоб вилікувати його. Вона знаходить аптечку в покинутому військовому гелікоптері, який проломив дах. Повертаючись до непритомного Джоела, Еллі вимушена розібратися з інфікованими та членами ворожої людської групи, які поранили Джоела. Вона пробивається до Джоела, лікує його поранення і забирає до схованки, щоб перечекати зиму, що наближається.
За три тижні до того, як Еллі познайомилася з Джоелом, Райлі Ейбел, подруга Еллі, несподівано з'являється в їхній бостонській військовій школі-інтернаті після того, як втекла з неї більше місяця тому. Вона розповідає, що приєдналася до Світляків, революційного ополчення, і бере Еллі на прогулянку покинутим торговим центром. Вони розважаються на каруселі, у фотокабінці, ігровому автоматі та гелловінській крамниці, а потім влаштовують перестрілку з водяних пістолетів. Райлі розповідає, що її переводять до групи Світляків в іншому місті, але вона порушила правила, щоб востаннє побачити Еллі. Дівчата сперечаються, але врешті-решт Еллі каже Райлі, що підтримує її рішення, оскільки знає, що Райлі давно цього хотіла. Перед тим, як розлучитися, Райлі вмикає плеєр Еллі у звукову систему магазину електроніки, і вони танцюють на вітрині під кавер-версію пісні Етти Джеймс «I Got You Babe». Еллі зі сльозами на очах благає Райлі не йти; Райлі погоджується і зриває з себе кулон ополчення, спонукаючи Еллі поцілувати її. Райлі відповідає на поцілунок позитивно, хоча потім їх переслідує орда інфікованих, яких спровокувала музика. Вони обганяють більшу частину заражених і вбивають решту, та їх зрештою вкусили. Вони ненадовго замислюються над тим, щоб застрелитися, аби запобігти зараженню, але натомість вирішують провести свої останні години разом. В той час як Райлі, як вважається, піддалась інфекції, Еллі виявляє, що має імунітет, і через три тижні розпочинаються події The Last of Us.

## Розробка
Naughty Dog розпочала розробку The Last of Us: Left Behind після виходу The Last of Us у червні 2013 року, з командою, приблизно вдвічі меншою за чисельністю. Після прийняття рішення про створення однокористувацького доповнення для гри, команда розробників одразу вирішила, що історія буде зосереджена на Еллі; вони виявили, що гравцям The Last of Us було цікаво дізнатися про події в житті Еллі до подій основної гри, особливо про події, пов'язані з Райлі Ейбел, про яку Еллі згадувала в The Last of Us. Крім того, вони виявили, що деякі гравці були зацікавлені в подіях, що відбувалися між осіннім і зимовим сегментами основної гри, в яких Еллі піклується про пораненого Джоела. Це призвело до того, що команда вирішила протиставити ці дві події одна одній, відчуваючи, що це допоможе розвитку сюжету. Ігровий директор Брюс Стрейлі сказав, що команда відчула, що історія виправдовує розробку Left Behind.
Залишені позаду було написане, щоб зосередитися на стосунках між Еллі та Райлі, а також розповісти про події, які визначили їхні подальші особистості. Райлі хронологічно познайомилася з Еллі в коміксі The Last of Us: Американські мрії, написаному креативним директором Нілом Дракманом та художницею Фейт Ерін Хікс. Команда використовувала комікс як точку відліку при розробці стосунків між Еллі та Райлі, особливо зацікавившись можливістю побачити більше їхніх стосунків; Дракманн вважав, що вони б не розробили Залишених позаду, якби не написали Американські мрії. Дракманн вважав, що історія стосунків Джоела та Еллі в Останніх з нас стосувалася виживання, вірності та любові, і що стосунки Еллі та Райлі в Залишених позаду торкаються схожих тем. На думку Стрейлі, ці теми пов'язані з любов'ю, втратою та відданістю, роздумами про те, як далеко можна зайти, щоб захистити тих, про кого піклуєшся. Ешлі Джонсон зіграла Еллі в Залишених позаду, переспівуючи свою роль з Останніх з нас. На роль Райлі команда обрала Яані Кінг; Джонсон зазначила, що їй було цікаво грати проти когось іншого, і що Кінг одразу вписалася в роль. Кінг відчувала страх перед участю у великому проекті і хвилювалася, чи вдасться їй «вписатися». Команді було цікаво розповісти історію Райлі, оскільки гравці The Last of Us вже знали про її вплив на Еллі; у Left Behind ми бачимо, як поведінка Райлі змінює Еллі, в результаті чого остання зосереджується на боротьбі, щоб врятувати близьких їй людей. Команду також цікавила поведінка Еллі поруч із Райлі: вона сприймається як більш грайлива. У Залишених позаду Еллі та Райлі цілуються; команда досліджувала можливість вилучити цей поцілунок з гри, але вирішила, що він необхідний для сюжету, і що він зміцнює стосунки. Хоча спочатку йому здавалося, що Еллі сприймала Райлі лише як джерело впливу, пізніше Дракманн помітив її романтичну привабливість і вирішив дослідити цю концепцію.
Під час написання The Last of Us Дракманн мав загальне уявлення про події, які сформують особистість Еллі; коли він задумував сюжетний напрямок для Left Behind, він виявив, що ці події підходять. Дракманн вважав, що якщо не розкривати суть суперечки між Еллі та Райлі, яка відбулася до подій гри, то гравці зможуть зробити власні висновки. Команда знайшла різні розділи гри цікавими, наприклад, посилання на Facebook і тему Геловіну, оскільки персонажі не розуміють їхнього значення.
Менші часові рамки розробки Left Behind дали команді можливість випробувати механіки та ідеї, які вони не змогли протестувати в основній грі. У бою в грі з'явилася додаткова функція, яка дозволила гравцям зосередити увагу інфікованих на ворогах-людях, що дало змогу легше врятуватися. Ігровий процес також був більше зосереджений на персонажах, на відміну від бою, щоб дозволити гравцям більше з ними спілкуватися. Ігрові послідовності були розроблені таким чином, щоб контрастувати з іншими моментами життя Еллі; наприклад, перестрілка з водяним пістолетом з Райлі контрастує з перестрілками з ворогами. Команда виявила, що створення деяких ігрових механік було складним завданням, адже в Left Behind навіть менше бойових сценаріїв, ніж в The Last of Us. Анімація масок з магазину також становила виклик через велику кількість стиків; знадобилося кілька ітерацій, перш ніж було реалізовано остаточний дизайн.
The Last of Us: Left Behind вийшла у світ 14 лютого 2014 року для PlayStation 3 як доповнення до гри The Last of Us, яке можна завантажити. Пізніше воно було включено до The Last of Us Remastered, оновленої версії гри, випущеної для PlayStation 4 29 липня 2014 року. Воно було випущене як окреме доповнення для PlayStation 3 і PlayStation 4 12 травня 2015 року. Left Behind увійшла до The Last of Us Part I, ремейку оригінальної гри, випущеного на PlayStation 5 у вересні 2022 року, а на Windows - у березні 2023 року. Left Behind була адаптована в сьомому епізоді телесеріалу Останні з нас, який вийшов в ефір 26 лютого 2023 року.

## Сприйняття

### Оцінка критиків
The Last of Us: Left Behind отримала «загалом схвальні відгуки» від критиків, згідно з даними агрегатора рецензій Metacritic, які базуються на 69 рецензіях. Рецензенти високо оцінили розвиток персонажів, сюжет і підтекст, геймплей і бої, а також зображення жіночих і ЛГБТ-персонажів.
Том МакШі з GameSpot визнав історію проникливою, а Колін Моріарті з IGN назвав її однією з найвизначніших особливостей гри. Метт Хелгесон з Game Informer написав, що сценарій «сяє», і що він значно допоміг у розвитку персонажів. Генрі Гілберт з GamesRadar+ вважає, що історія була «періодично напруженою, трагічною, гумористичною і навіть гострою». Саміт Саркар з Polygon написав, що Left Behind «слугує приголомшливою побічною історією» до основної гри, але є «ще більш вражаючою», якщо розглядати її окремо. Нік Коуен з Computer and Video Games визнав історію «менш приємною», ніж The Last of Us, через відсутність нових подробиць про Еллі, але все ж таки назвав її «насиченою та приємною».
Персонажі - особливо стосунки між Еллі та Райлі - отримали визнання. Філіп Коллар з Polygon високо оцінив здатність гри зображати реалістичні жіночі образи, зазначивши, що вони «не є простими стереотипами», а Мак Ші з GameSpot по-новому оцінив Еллі, побачивши її дії в оточенні Райлі. Хелгесон з Game Informer привітав додавання Райлі, зазначивши, що «вона зіграна з таким же рівнем емоційної глибини і тонкощів», як і інші персонажі. Тім Мартін з Daily Telegraph похвалив «взаємодію» між Еллі та Райлі, а Стейс Гарман з Eurogamer вважає, що гра покращує розуміння стосунків Джоела та Еллі. Гра персонажів також отримала похвалу: Моріарті з IGN та Кірк Гамільтон з Kotaku відзначили, що в результаті гра стала кращою.
Гра отримала деякі позитивні відгуки щодо зображення ЛГБТ-персонажів. Поцілунок Еллі та Райлі був описаний Гамільтоном з Kotaku як «найновіший проривний момент у відеоіграх» і «велика подія». Кеза Макдональд з IGN написала, що поцілунок був «настільки красивим, природним і смішним, що [вона] була приголомшена». Едвард Сміт з International Business Times вважає, що поцілунок був «першим прикладом інтимності у відеогрі, який щось означає», визнаючи його «вираженням як зростаючої підліткової сексуальності, так і ... дружби». Amplify, проект некомерційної організації Advocates for Youth, повідомив, що поцілунок викликав критику з боку деяких гравців.
Багато рецензентів вважали, що геймплей і бої освіжаюче відрізняються від інших ігор. Харман з Eurogamer високо оцінив здатність гри пов'язувати ігровий процес з історією, зазначивши, що це додає «різноманітності та динамізму». Хелгесон з Game Informer похвалив додаткову ігрову функцію, що дозволяє гравцям влаштовувати бої між інфікованими та людськими ворогами, назвавши такі послідовності «захоплюючими», а Мартін з The Daily Telegraph високо оцінив здатність гри контекстуалізувати бойові послідовності. Однак деякі критики негативно поставилися до ігрової послідовності наприкінці гри, яка вимагає від гравців вбити велику кількість ворогів; Мак Ші з GameSpot зазначив, що вона здається «неприродною», а Моріарті з IGN назвав її «вимушеною». Ерік Л. Паттерсон з Electronic Gaming Monthly написав, що гравці будуть «розчаровані», якщо гратимуть у гру «більше заради геймплею, ніж заради сюжету».
Світ та оточення гри отримали схвальні відгуки від багатьох рецензентів. Коллар з Polygon назвав локації гри «прекрасними», а Харман з Eurogamer написав, що дизайн рівнів значно покращив оточення. Моріарті з IGN похвалив локацію в торговому центрі через її відповідність «реальному, доапокаліптичному світу». Мак Ші з GameSpot також вважав, що зосередженість гри на дослідженні дозволила «добре реалізованим середовищам дихати», а Мартін з The Daily Telegraph зазначив, що розмір Еллі дозволив «тихіше і швидше» пересуватися по всьому оточенню.

## Нагороди
The Last of Us: Left Behind отримала численні номінації та нагороди від ігрових видань. Після релізу GameSpot визнав Left Behind грою місяця за лютий 2014 року. У 2014 році гра стала найрейтинговішою грою для PlayStation 3 за версією агрегатора оглядів GameRankings, а також третьою за рейтингом Metacritic для PlayStation 3. GameSpot номінував гру на звання «Гра року» і нагородив її як «Гра року для PS3». Вона також отримала нагороду «Найцінніший додатковий контент» на SXSW Gaming Awards та «Найкраще DLC» від Hardcore Gamer. Історія гри отримала нагороди на 11-й церемонії вручення нагород Британської академії відеоігор, IGN AU Black Beta Select Awards 2014 та 67-й церемонії вручення нагород Гільдії письменників Америки; кінцівка гри також отримала нагороду "Найкращий момент, що запам'ятався" від IGN Australia. Персонаж Еллі отримав нагороду "Найцінніший персонаж" на SXSW Gaming Awards, а гра Ешлі Джонсон отримала нагороду Британської академії відеоігор. Гра також була визнана інноваційною: її номінували на премію «Games for Change» на The Game Awards 2014, а також на премію Метью Крампа за культурні інновації на SXSW Gaming Awards.